# Manfred Hamann (Archivar)
Manfred Hamann (* 10. Februar 1926 in Poischwitz, Landkreis Jauer, Provinz Niederschlesien; † 15. Dezember 1991 in Langenhagen) war ein deutscher Historiker und Archivar, Autor und Herausgeber. Unter anderem leitete er rund ein Jahrzehnt als Direktor das Hauptstaatsarchiv Hannover.

## Leben
Geboren zur Zeit der Weimarer Republik im damaligen Niederschlesien, legte Manfred Hamann mitten im Zweiten Weltkrieg 1944 sein Abitur ab. In der anfänglichen Sowjetischen Besatzungszone studierte er von 1946 bis 1951 Geschichte und Anglistik an der Universität Rostock. Anschließend war er zwei Jahre lang im Stadtarchiv Rostock tätig, bevor er 1953 an der Humboldt-Universität zu Berlin über ein Thema der mittelalterlichen Stadtgeschichte promoviert wurde.

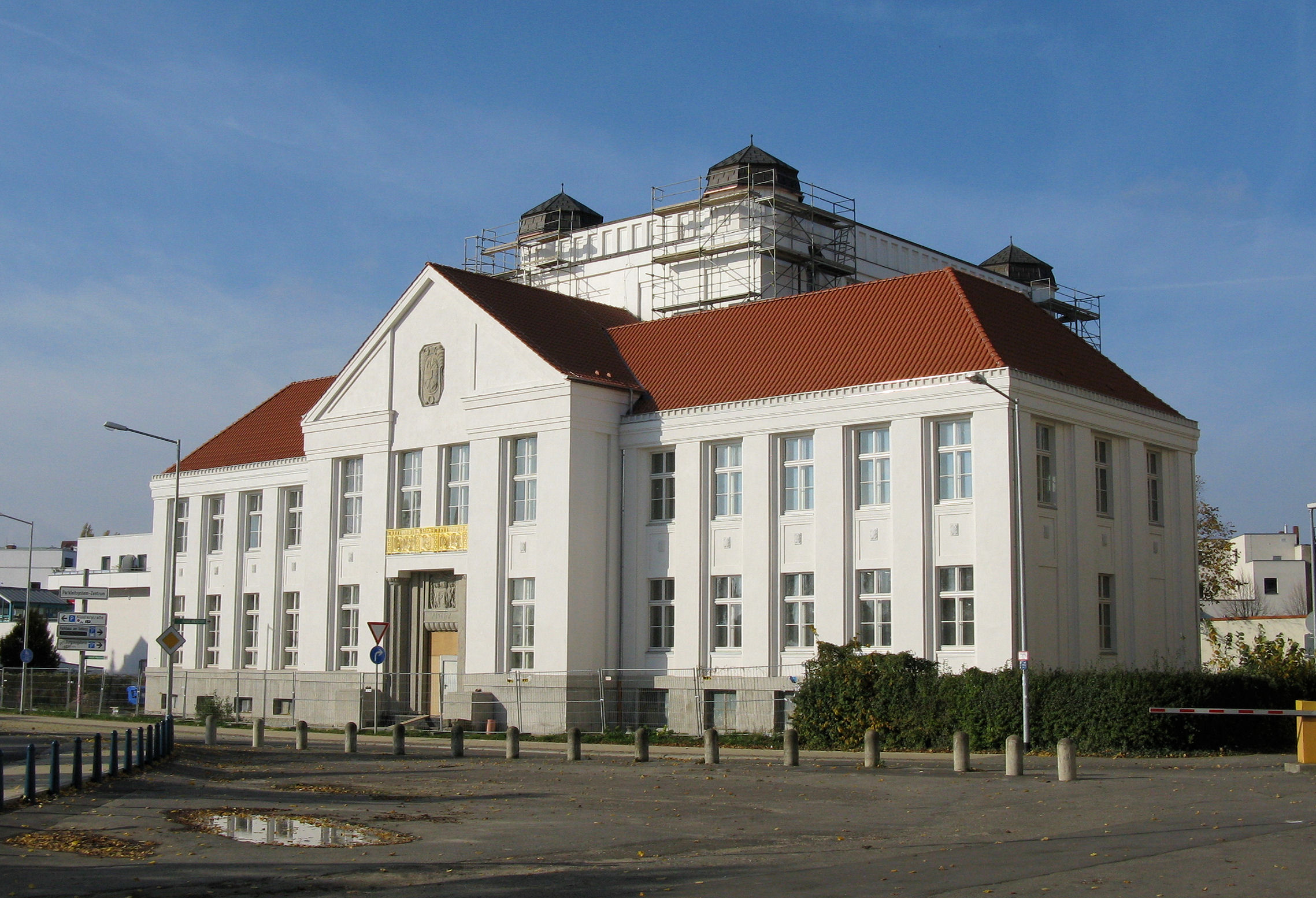
Das Landeshauptarchiv Schwerin, wo Hamann noch zu DDR-Zeiten arbeitete

In Potsdam absolvierte Hamann am dortigen Institut für Archivwissenschaft, das der Humboldt-Universität in Berlin untergeordnet war, von 1953 bis 1955 seine Ausbildung für den höheren Archivdienst. Noch im selben Jahr begann er am Landeshauptarchiv Schwerin erste berufliche Erfahrungen zu machen.
1958 floh Hamann in die Bundesrepublik.
Zum 1. Mai 1959 stellte das Land Niedersachsen Hamann am damaligen Staatsarchiv Hannover ein, wo er rund zehn Jahre später ab 1969 zunächst zum ständigen Vertreter des damaligen Archivleiters aufstieg, 1972 dann zum Leitenden Archivdirektor und schließlich – als Nachfolger von Carl Haase – 1979 zum Archivleiter ernannt wurde, eine Tätigkeit, die Hamann bis zum 30. Juni 1989 ausübte.
Parallel zu seinem Wirken im (Haupt-)Staatsarchiv war Hamann 1962 zum Mitglied der Historischen Kommission für Niedersachsen und Bremen gewählt worden und war von 1970 bis 1986 deren stellvertretender Vorsitzender. Ebenfalls nahezu gleichzeitig übte Hamann von 1965 bis 1985 den Vorsitz im Historischen Verein für Niedersachsen aus.

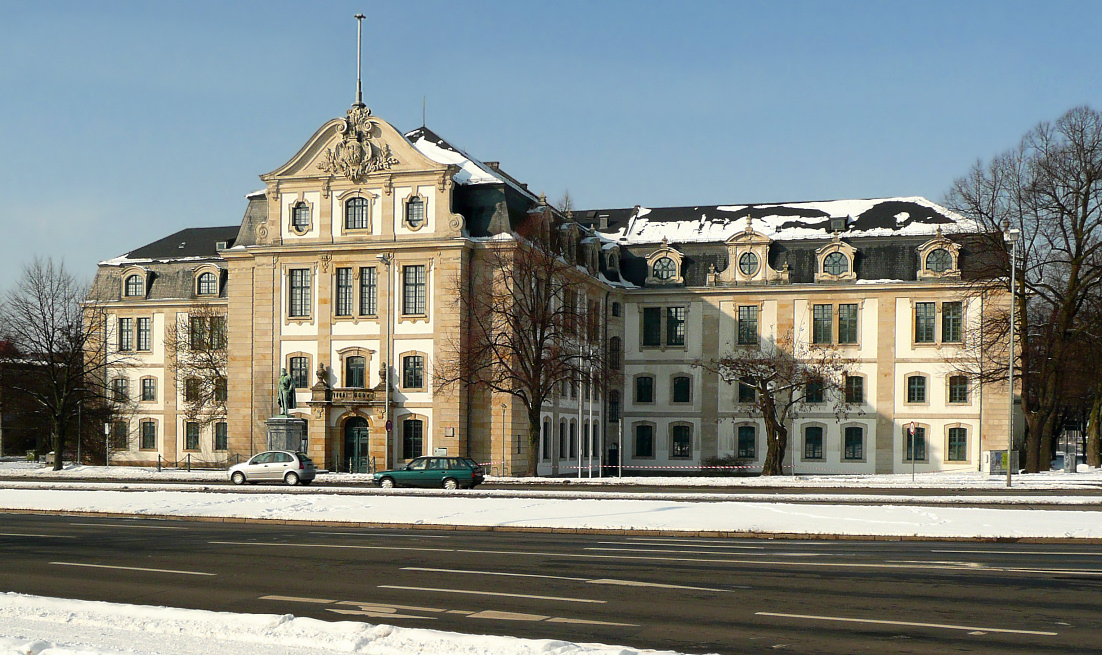
In die Amtszeit Hamanns fiel unter anderem der aufwändige Umbau des Hauptstaatsarchivs Hannover

In die Amtszeit Hamanns im Hauptstaatsarchiv Hannover fielen unter anderem „der aufwändige Umbau des Archivgebäudes“ sowie die Bände 3 und 4 der Übersicht über die Bestände des Archivs (siehe im Abschnitt Werke).
Hamann starb nur zwei Jahre nach seiner Pensionierung in Langenhagen.

## Werke (unvollständig)
- in der Reihe Übersicht über die Bestände des Niedersächsischen Hauptstaatsarchivs in Hannover, Göttingen: Vandenhoeck und Ruprecht, [1983], ISBN 3-525-35524-6:
  - Bd. 4: Deposita, Kartenabteilung und Sammlungen bis 1945, in der Reihe Niedersachsen / Archivverwaltung: Veröffentlichungen der Niedersächsischen Archivverwaltung, Heft 47, Göttingen: Vandenhoeck und Ruprecht, 1992, ISBN 3-525-35531-9
  - Bd. 3, Halbband 1 und 2: Mittel- und Unterbehörden in den Landdrostei- bzw. Regierungsbezirken Hannover, Hildesheim und Lüneburg bis 1945 (mit Jörg Walter und Peter Bardehle)
- Geschichte des Niedersächsischen Hauptstaatsarchiv in Hannover. In: Hannoversche Geschichtsblätter, Neue Folge 41 (1987), S. 39–87, sowie Hannoversche Geschichtsblätter, Neue Folge 42 (1988), S. 37–119
- Überlieferung, Erforschung und Darstellung der Landesgeschichte. In: Hans Patze (Begründer): Geschichte Niedersachsens, Bd. 1: Grundlagen und frühes Mittelalter, in der Reihe Veröffentlichungen der Historischen Kommission für Niedersachsen und Bremen, Bd. 36, Hannover: Hahnsche Buchhandlung, 1977, ISBN 3-7848-3421-3, S. 1–95
- Urkundenbuch des Klosters Reinhausen, in den Reihen Göttingen-Grubenhagener Urkundenbuch, Abt. 3; Veröffentlichungen der Historischen Kommission für Niedersachsen und Bremen, Bd. 37, Quellen und Untersuchungen zur Geschichte Niedersachsens im Mittelalter, Bd. 14, Hannover: Hahnsche Buchhandlung, 1991, ISBN 3-7752-5860-4
- Aus der hundertfünfzigjährigen Geschichte des Historischen Vereins für Niedersachsen (auch: 150 Jahre Historischer Verein für Niedersachsen), in der Reihe Hannoversche Geschichtsblätter, Neue Folge 39 (1985), Heft 1, hrsg. von der Landeshauptstadt Hannover, Hannover: Hahnsche Buchhandlung, 1985
- Urkundenbuch des Stifts Fredelsloh, in den Reihen Göttingen-Grubenhagener Urkundenbuch Abteilung 1; Veröffentlichungen der Historischen Kommission für Niedersachsen und Bremen, Bd. 37; Quellen und Untersuchungen zur Geschichte Niedersachsens im Mittelalter, Bd. 6, Hildesheim: Lax, 1983, ISBN 3-7848-3015-3
- Hannovers Archive, hrsg. von Manfred Hamann und Klaus Mlynek in Zusammenarbeit mit den hannoverschen Archivaren zur Woche der Archive im Oktober 1979 im Niedersächsischen Hauptstaatsarchiv, [Hannover: Niedersächsisches Hauptstaatsarchiv], 1979
- mit Erik Ederberg: Die Calenberger Klöster, mit Abbildungen von Hildegard Wegner und Joachim Wisch, hrsg. vom Präsidenten der Klosterkammer Hannover, Hannover: Klosterkammer Hannover, 1977
- Quellen zur ländlichen Sozialgeschichte im Niedersächsischen Hauptstaatsarchiv in Hannover, unter Leitung von Manfred Hamann neu bearbeitet von Peter Bardehle u. a., in der Reihe Niedersachsen / Archivverwaltung: Veröffentlichungen der Niedersächsischen Archivverwaltung, Heft 34, Göttingen: Vandenhoeck und Ruprecht, 1975, ISBN 3-525-35514-9
- Mecklenburgische Geschichte von den Anfängen bis zur Landständischen Union von 1523, Auf der Grundlage von Hans Witte neu bearbeitet von Manfred Hamann, in der Reihe Mitteldeutsche Forschungen, Bd. 51, Köln; Graz: Böhlau, 1968
- Richtlinien für die Archivpflege im Lande Niedersachsen, 2., revidierte und erweiterte Auflage, in der Reihe Niedersachsen / Archivverwaltung: Veröffentlichungen der Niedersächsischen Archivverwaltung, Heft 7, Göttingen: Vandenhoeck und Ruprecht, 1967
- Das staatliche Werden Mecklenburgs, in der Reihe Mitteldeutsche Forschungen, Bd. 24, Köln; Graz: Böhlau, 1962
- Das Staatswesen der Fürstbischöfe von Hildesheim im 18. Jahrhundert. In: Niedersächsisches Jahrbuch für Landesgeschichte. Organ des Historischen Vereins für Niedersachsen in Hannover, hrsg. von d. Historischen Kommission für Niedersachsen und Bremen, Bd. 34 (1962), S. 157–193
- mit Franz Engel: Historischer Atlas von Mecklenburg, Köln: Böhlau, 1960
- Paläographie [Nebst] Beispielsammlg [u.] Erl. zur Beispielsammlg (in Maschinenschrift), in der Reihe Lehrbriefe für das Fachschulfernstudium für Archivare, Potsdam: Fachschule für Archivwesen, [19]57

## Sonstiges
Manfred Hamann wird erwähnt im deutschen Bundesarchiv, in der Zentralen Datenbank Nachlässe sowie im französischen Verbundkatalog Système universitaire de documentation (SUDOC).